# پاکستان شمالی
پاکستان شمالی (انگلیسی: Northern Pakistan)، یک منطقه نمونه گردشگری در جغرافیای پاکستان، شامل واحدهای اداری گلگت بلتستان (که قبلاً با نام گلگت بلتستان، کشمیر آزاد، ایالت خیبر پختونخوا، ناحیه پایتختی اسلام‌آباد و بخش راولپندی در ایالت پنجاب (پاکستان) شناخته می‌شد.